# Marc Remus

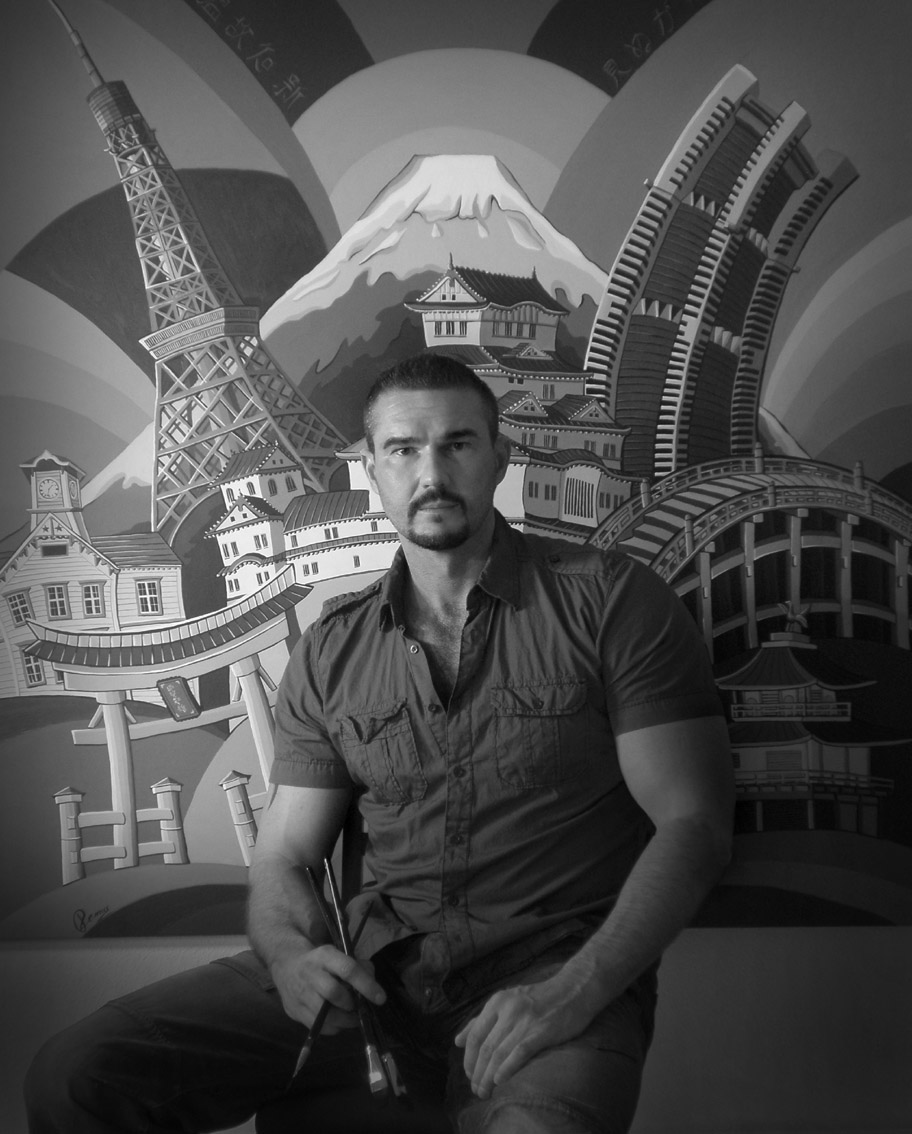
Marc Remus

Marc Remus (* 28. November 1969 in Frankfurt am Main, Hessen) ist ein deutscher Neo-Pop-Art-Künstler, Maler, Illustrator und Schriftsteller. Er arbeitet hauptsächlich in Mixed Media, Acryl, Aquarell, Tee und Kaffee. Remus ist bekannt durch seine Städteansichten. Er hat über hundert überwiegend europäische und nordamerikanische Städte gemalt.

## Leben und Ausbildung
Marc Remus wuchs überwiegend in Deutschland auf, jedoch reiste er in frühen Jahren schon oft in die USA, da viele seiner Verwandten in Arizona leben. 1987 zog er in die Vereinigten Staaten um, wo er seinen Abschluss an der School for Creative and Performing Arts (SCPA) in Cincinnati, Ohio machte. In den frühen 90er Jahren ging er nach Japan, wo er Sumi-E painting und japanischen Farbholzschnitt erlernte, während er Japanisch am Sendagaya Japanese Institute studierte. Nach seinem Aufenthalt zog er wieder in die USA und studierte am Art Center College of Design in Pasadena, Kalifornien. Dort machte er 1996 seinen Kunstabschluss (Bachelor in Illustrationen).

## Künstlerische Laufbahn

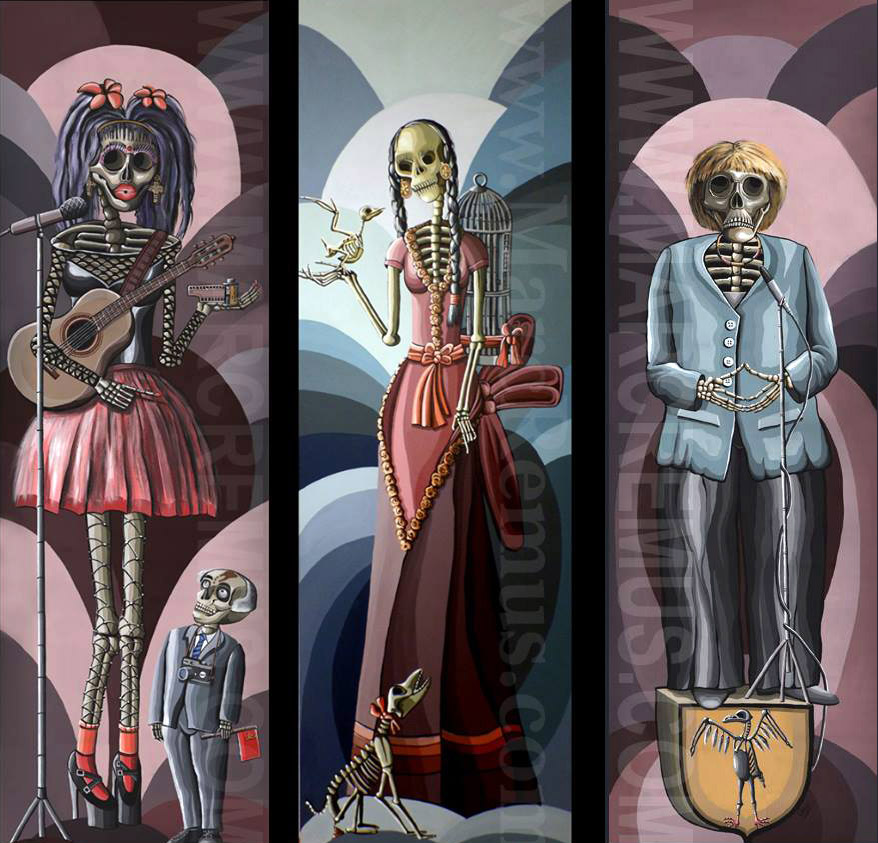
Catrinas – Skelettdamen vom Tag der Toten

1996 zog Remus für ein Jahr nach Honduras, wo er seine Zeit damit verbrachte, Kinderbücher zu schreiben und zu illustrieren. Als er 1998 wieder nach Deutschland kam, begann er für europäische und amerikanische Firmen freiberuflich zu illustrieren. Er zeichnete diverse Titelseiten von Kindermagazinen. 2002 begann Remus seine erste Serie von Städteansichten zu schaffen, die er mit Städteimpressionen betitelte. 2006 änderte Remus seinen Malstil von einer eher traditionellen, realistischen Malweise zu einem farbenfrohen Neo-Pop-Art-Stil und konzentrierte sich auf Metropolen der Welt. Er malte deutsche, amerikanische, europäische und japanische Städte und nannte die Kollektion Fun Cities. 2009 erweiterte er sowohl die Gemälde der Serie als auch den Titel, der von nun an Fun Cities & Countries hieß. Heute arbeitet Remus immer noch im Neo-Pop-Art-Stil. 
2014 verarbeitete Remus seine Erfahrungen, die er in Honduras gesammelt hatte. Er begann eine neue Serie namens La Catrina, Skelettdamen, die dem lateinamerikanischen Feiertag Tag der Toten entstammen. Diese Idee verband er mit deutschen Persönlichkeiten.

## Ausstellungen

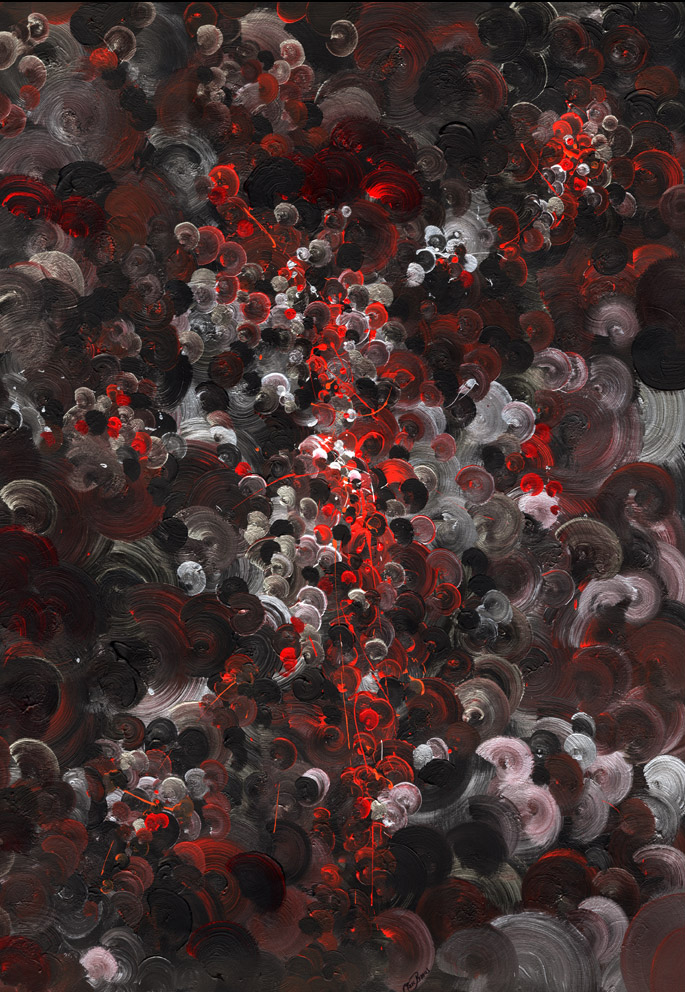
Graupapagei, abstraktes Gemälde

Remus stellt seit über 15 Jahren seine Werke aus. In den letzten Jahren hatte er Einzelausstellungen in der Pop-Art Gallery The Dream Factory, Frankfurt, 2014 & 2013; im mexikanischen Generalkonsulat, Frankfurt, 2013; Frankfurter Stadtbibliothek, 2013; Galerie Kunst-Etage Hartmann, Gelnhausen, 2011. Ebenfalls hat der Künstler an vielen Gruppenausstellungen teilgenommen, einschließlich des spanischen Kulturinstituts, Instituto Cervantes, Frankfurt, 2013; The Brewery Art Walk, Los Angeles, USA, 2008; Galerie Krüger, Rödermark, 2008 und vielen weiteren. Remus hat ebenfalls auf Kunstmessen wie die Art Fair Europe, Bad Salzuflen, Germany, 2009, ausgestellt. 
Die Arbeiten von Remus kann man in privaten Sammlungen weltweit in folgenden Ländern finden: Australien, Belgien, Brasilien, Chile, Dänemark, Deutschland, Finnland, Frankreich, Großbritannien, Honduras, Italien, Japan, Kanada, Kroatien, Luxemburg, Mauritius, Mexiko, Niederland, Norwegen, österreich, Portugal, Rumänien, Schweiz, Spanien, Sudan, Ungarn, U.S.A., Venezuela und den Vereinigten Arabischen Emiraten. Seine Werke werden auch in folgenden Galerien ausgestellt: Galerie an der Zitadelle, Jülich; Galerie Guntermann, Düsseldorf; Galerie Dittman, Bergisch Gladbach; Pop-Art Gallery, The Dream Factory, Frankfurt am Main; Galerie Wehr, Pulheim; Galerie Das Atelier, Bensheim & Schwetzingen; Kunsthandlung in der Marktstraße, Erfurt; Galerie Gärtner, Groß-Gerau; Galerie Art & Bijou, Köln; Galerie Glück, Dachau.

## Auszeichnungen
- 2014: Art Ascent Art Kunstmagazin[10]
- 2014: Richeson 75 Preisgewinner[11]
- 2013: The Artist’s Magazine, “Incite 2 –Color Passion”, Preisgewinner.[12]
- 2013: „Acrylic Works –Best of Acrylic painting“, Preisgewinner.[13]

## Werke
- Kinderillustrationen, Mixed Media (ab 1998)
- Städteimpressionen, Aquarell, Acryl, Tee & Kaffee (ab 2002)
- Abstrakte Gemälde, Acryl (ab 2004)
- Fun Cities and Countries, Acryl (ab 2006)
- Catrinas – Tag der Toten (ab 2014).

## Privatleben
Remus lebt heute in Arizona und Deutschland. 2006 wurde bei ihm Krebs diagnostiziert, jedoch besiegte er bis 2009 die Krankheit. Diese Erfahrung veränderte seinen künstlerischen Werdegang stark und führte zu einem Stilbruch, aus welchem die Serie Fun Cities & Countries hervorging.

## Galerierepräsentanz
- Art & Bijou/Köln[15]
- Galerie Wehr/Pulheim[16]
- Pop Art Galerie The Dream Factory / Frankfurt am Main[17]
- Galerie Mainberg/Heppenheim[18]
- Galerie Guntermann/Düsseldorf[19]
- Galerie an der Zitadelle, Jülich[20]